# Можжевельник толстокорый
Можжеве́льник толстоко́рый (лат. Juniperus deppeana) — вид растений рода Можжевельник (Juniperus), семейства Кипарисовые (Cupressaceae).

## Распространение и экология
Встречается в юго-западной части Северной Америки, в США произрастает в Аризоне, Нью-Мексико, в западном Техасе и в некоторых районах центральной и северной части Мексики. В естественных условиях растёт на высоте 750—2700 м над уровнем моря.

## Ботаническое описание

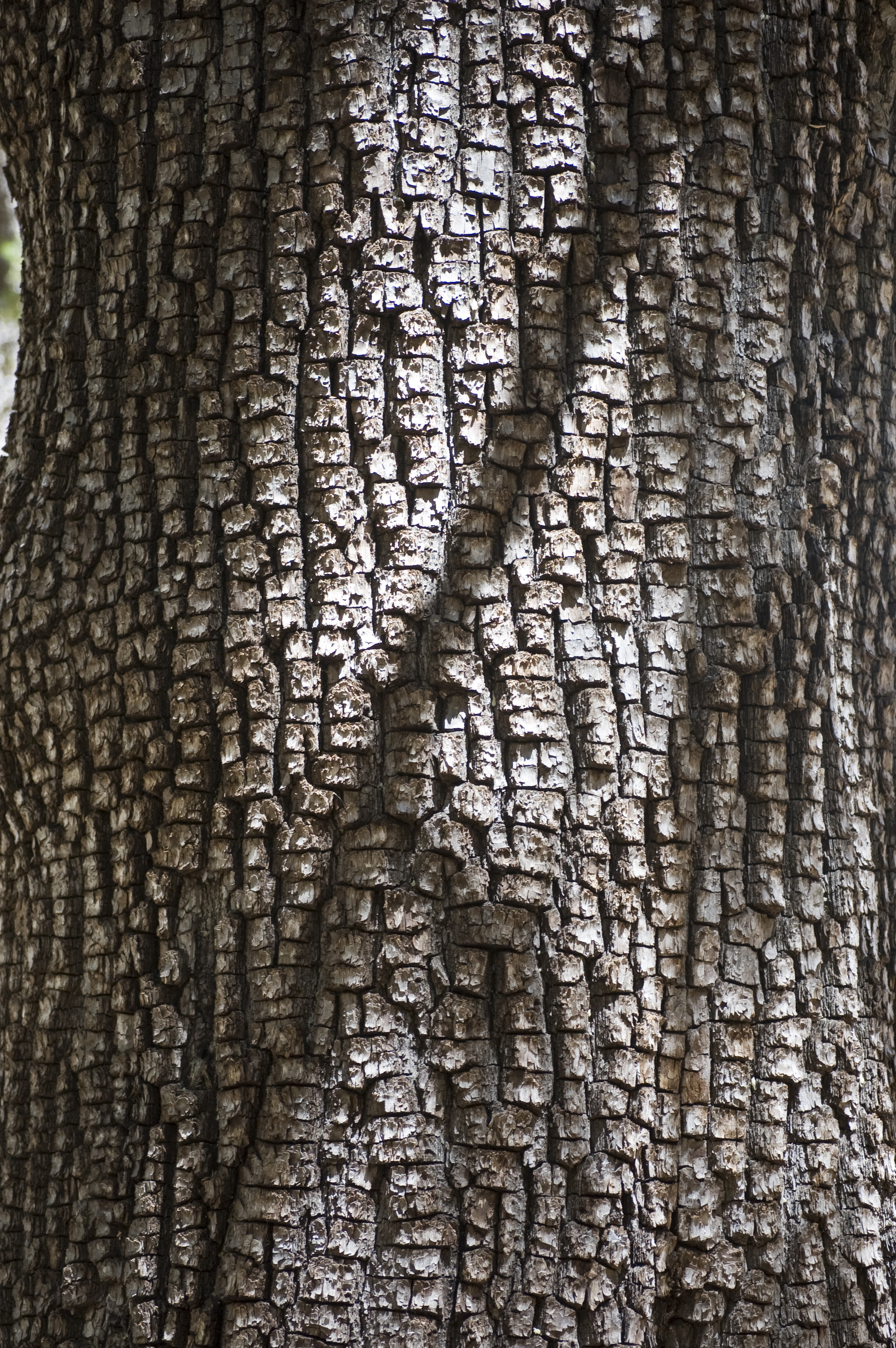
Характерная для данного вида текстура коры

Вечнозелёное хвойное дерево, как правило, двудомное. Высота 10—15 м.
Кора серо-коричневая, разделена трещинами на небольшие квадратные участки.
Хвоя зелёная.
Шишкоягоды сферические, диаметром 7—15 мм.

## Значение и применение
Древесина дерева устойчива против гниения.
В посадках весьма декоративен.

## Таксономия
Вид Можжевельник толстокорый входит в род Можжевельник (Juniperus) семейства Кипарисовые (Cupressaceae) порядка Сосновые (Pinales).
|  |                    |  |                                          |                                          |                       |  | ещё 6 семейств | ещё 6 семейств |                              |  |  |  | ещё от 50 до 67 видов |
|  |                    |  |                                          |                                          |                       |  | ещё 6 семейств | ещё 6 семейств |                              |  |  |  | ещё от 50 до 67 видов |
|  |                    |  |                                          | порядок Сосновые                         |                       |  |                |                | род Можжевельник             |  |  |  |                       |
|  |                    |  |                                          | порядок Сосновые                         |                       |  |                |                | род Можжевельник             |  |  |  |                       |
|  | отдел Голосеменные |  |                                          |                                          | семейство Кипарисовые |  |                |                | вид Можжевельник толстокорый |  |  |  |                       |
|  | отдел Голосеменные |  |                                          |                                          | семейство Кипарисовые |  |                |                |                              |  |  |  |                       |
|  |                    |  | ещё 13—14 порядков голосеменных растений | ещё 13—14 порядков голосеменных растений |                       |  |                | ещё 10 родов   | ещё 10 родов                 |  |  |  |                       |
|  |                    |  |                                          | ещё 13—14 порядков голосеменных растений |                       |  |                |                | ещё 10 родов                 |  |  |  |                       |